# 钱德拉·奇斯伯勒
钱德拉·奇斯伯勒（英語：Chandra Cheeseborough，1959年1月10日—），美国女子田径运动员，主攻短跑。她曾代表美国参加1976年和1984年夏季奥林匹克运动会田径比赛，获得二枚金牌和一枚银牌。